# Partito Unionista (Scozia)
Il Partito Unionista (in lingua gaelica scozzese: Buidheann na h-Aonachd; in lingua scots: Unionist Pairty, in inglese: Unionist Party), ufficialmente Partito Unionista Scozzese al di fuori della Scozia, fu il principale partito politico di centro-destra operante in Scozia dal 1912 al 1965. L'utilizzo dei termini "Unionisti" e "Tory", opposti a conservatori, è una conseguenza del non gradimento del termine Conservatore da parte degli unionisti scozzesi fino al 1965.
Indipendenti dal Partito Conservatore di Inghilterra e Galles, sebbene associati, si presentarono alle elezioni in diversi periodi della loro storia in alleanza con alcuni candidati Unionisti Liberali e Liberali Nazionali. Quelli che divennero deputati alla Camera dei Comuni sarebbero divenuti Whip conservatori a Westminster, come il Partito Unionista dell'Ulster fece fino al 1973. A Westminster, le differenze tra gli unionisti scozzesi e il partito inglese potevano non apparire evidenti a osservatori esterni, dato anche il fatto che molti deputati scozzesi furono impegnati attivamente nel Partito Conservatore, come i leader di partito Andrew Bonar Law (1911–1921 e 1922–1923) e Sir Alec Douglas-Home (1963–1965); entrambi ricoprirono la carica di Primo Ministro del Regno Unito.
Il partito tradizionalmente non si candidava alle elezioni locali, ma sosteneva e assisteva i Progressisti nelle loro campagne contro il Partito Laburista Scozzese; questa relazione ebbe fine quando i conservatori iniziarono a candidarsi in Scozia, sia contro i laburisti che contro i Progressisti.

## Risultati elettorali

### Elezioni al Parlamento del Regno Unito

Mappa dei risultati delle elezioni del 1931 in Scozia, quando gli unionisti conquistarono il 66% dei seggi scozzesi.

Mappa dei risultati delle elezioni del 1955 in Scozia, spesso citate come il miglior risultato mai ottenuto dagli unionisti.

| Anno | Percentuale di voti | Seggi   |
| ---- | ------------------- | ------- |
| 1918 | 30,8%               | 28 / 73 |
| 1922 | 25,1%               | 13 / 73 |
| 1923 | 31,6%               | 14 / 73 |
| 1924 | 40,7%               | 36 / 73 |
| 1929 | 35,9%               | 20 / 73 |
| 1931 | 49,5%               | 48 / 73 |
| 1935 | 42,0%               | 35 / 73 |
| 1945 | 36,7%               | 24 / 71 |
| 1950 | 37,2%               | 26 / 71 |
| 1951 | 39,9%               | 27 / 71 |
| 1955 | 41,5%               | 30 / 71 |
| 1959 | 39,8%               | 25 / 71 |
| 1964 | 37,3%               | 24 / 71 |